# Acinetopsis
Acinetopsidae
Famille
Genre
Acinetopsis, unique représentant de la famille des Acinetopsidae, est un genre de Ciliés de la classe des Kinetofragminophora et de l’ordre des Suctorida.

## Étymologie
Le nom Acinetopsis est composé du préfixe acinet, par allusion au genre Acinetides (genre type de la famille des Acinetidae), et du suffixe latin -opsis « semblable à », littéralement « semblable à un Acinetides ».

## Description
Les ciliés acinétidés ont des tentacules de deux types : les hypertrophiés, les agiles, les préhensiles et les réguliers à fonction alimentaire (par succion). Le corps est en forme de trapèze, aplati latéralement, loriqué (protégé dans une loge appelée lorica) et pétiolé (dotés d'une tige).
Le macronoyau est sphérique ou ovoïde. Il existe trois espèces du genre : Acinetopsis rara, (espèce type), A. tentaculata et A. elegans,.
La lorica fait 187 μm de haut ; la tige est longue de 287 μm; les grands tentacules font jusqu'à 500 μm de long ; le corps cellulaire fait environ 138 × 100 µm. 

## Distribution
Ce cilié de Méditerranée est extrêmement rare (d'où l'épithète spécifique rara, du latin rarus, « rarement »). En 1912 Bernard  Collin, de la station zoologique de Sète, déclare qu'Acinetopsis rara Robin, 1879 « n'a pas été revu depuis son premier signalement. ».

## Liste des espèces
Selon GBIF (28 août 2023) :
- Acinetopsis elegans Swarczewsky, 1928
- Acinetopsis flos Maskell, 1887
- Acinetopsis lynni Baldrighi, 2020
- Acinetopsis rara Robin, 1879 (espèce type)

## Systématique
Le genre Acinetopsis a été décrit en 1879 par le biologiste français Charles Philippe Robin pour l'espèce type Acinetopsis rara. La famille des Acinetopsidae a été nommée par le zoologiste russe Anatoli Viktorovitch Jankowski (d) en 1978.

## Publication originale
- Charles Philippe Robin, « Mémoire sur la structure et la reproduction de quelques infusoires tentaculés suceurs et flagellés », Journal de l'anatomie et de la physiologie normales et pathologiques de l'homme et des animaux, Paris, Librairie Germer Baillière, vol. 15,‎ 1879, p. 529-583 (OCLC 1624300, lire en ligne , consulté le 28 août 2023).